# Vicente Yáñez Pinzón
Vicente Yáñez Pinzón (Palos de la Frontera, aprox. 1462-1514) fue un navegante y explorador español, codescubridor de América y primer navegante europeo que llegó al Brasil. Navegó junto con Cristóbal Colón en su primer viaje al Nuevo Mundo, en 1492, como capitán de la carabela La Niña. Descubrió las costas del extremo norte de Brasil en enero de 1500, tres meses antes de la llegada de Pedro Álvares Cabral a Porto Seguro.

## Los años de juventud
Vicente Yáñez nació aproximadamente hacia 1462 en Palos de la Frontera, España, por lo que era el más joven, con diferencia, de los hermanos Pinzón, siendo muy probable que tomase el sobrenombre Yáñez de Rodrigo Yáñez, un alguacil de Palos que sería su padrino, como era la costumbre del lugar. La tradición en Palos señala su solar en la calle de la Ribera. Desde muy niño aprendió el arte de navegar de su hermano mayor, uno de los más destacados navegantes de la época, y participó desde su adolescencia, que fue tiempo de guerra, en combates y asaltos. Se casó dos veces, la primera con María Teresa Rodríguez, que le dio dos hijas: Ana Rodríguez y Juana González La segunda, al regreso de su último viaje a Yucatán, en 1509, con Ana Núñez de Trujillo, con la que convivió en Triana hasta su muerte.
Las primeras noticias documentadas sobre Vicente Yáñez son varias denuncias sobre asaltos a naves catalanas y aragonesas que realizó, desde que tuvo solo quince años, entre 1477 y 1479, una época de guerra con Portugal, en la que Palos participó activamente y que agravó su habitual escasez de trigo. Sus vecinos se quejaban de pasar hambre, y las órdenes reales a varios lugares de que permitieran el abastecimiento de cereales a Palos fueron desobedecidas. Los Pinzón, asumiendo sus responsabilidades como líderes naturales de la comarca, atacaron carabelas que transportaban fundamentalmente trigo.

## Capitán de la carabela La Niña

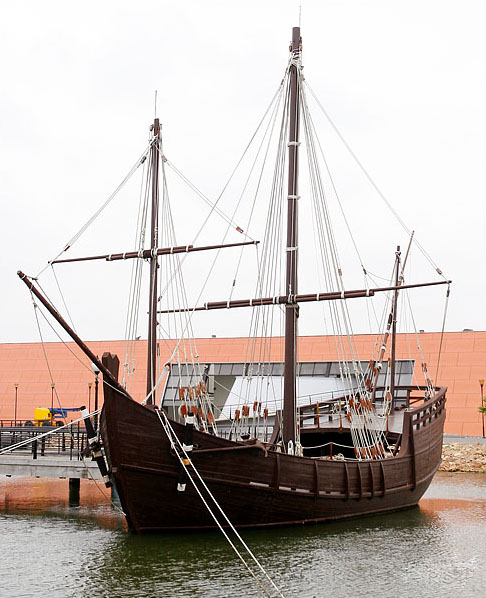
Réplica de la carabela La Niña en el "Muelle de las Carabelas" de Palos.

Vicente Yáñez fue el primero en aceptar la invitación de enrolamiento de su hermano cuando Martín Alonso decide apoyar la expedición de Cristóbal Colón. Juntos fueron visitando, casa por casa, a sus parientes, amigos y conocidos, animando a embarcarse a los más destacados marinos de la zona. Rechazaron los barcos embargados por Colón, contratando navíos más adecuados, y aportaron de su hacienda medio millón de maravedíes.
Como capitán de la Niña, sus intervenciones fueron fundamentales durante el viaje, animando a proseguir la expedición cuando hasta el propio Colón quería volverse. Sofocó las protestas de los marinos de la nao Santa María, acudiendo al salvamento de éstos cuando la nao naufragó y trayendo al Almirante de regreso a España.
En 1495 preparó dos carabelas, la Vicente Yáñez y la Fraila, para participar en la armada que Alonso de Aguilar, hermano mayor del Gran Capitán, iba a dirigir contra el norte de África, pero sobrevinieron las guerras de Nápoles y se dirigieron a Italia, desde donde no retornaron hasta 1498, recorriendo de paso las costas de Argel y Túnez.

## El descubrimiento del Brasil
Ese mismo año, la Corona decide permitir a particulares que realicen viajes de descubrimiento. Después de capitular en Sevilla con el todopoderoso obispo Fonseca en nombre de los Reyes Católicos, el 19 de noviembre de 1499, salió  Yáñez del Puerto de Palos con cuatro pequeñas carabelas, por propia iniciativa y a sus expensas. Le acompañaban gran cantidad de parientes y amigos, entre ellos, como escribano, Garcí Fernández, el famoso físico de Palos que apoyó a Colón cuando nadie lo hacía, sus sobrinos y capitanes Arias Pérez y Diego Hernández Colmenero, hijo primogénito y yerno, respectivamente, de Martín Alonso, su tío Diego Martín Pinzón con su primos Juan, Francisco y Bartolomé, los prestigiosos pilotos Juan Quintero Príncipe, Juan de Umbría, Alonso Núñez y Juan de Jerez, así como los marinos Cristóbal de Vega, García Alonso, Diego de Alfaro, Rodrigo Álvarez, Diego Prieto, Antón Fernández Colmenero, Juan Calvo, Juan de Palencia, Manuel Valdobinos, Pedro Ramírez, García Hernández y, por supuesto, su hermano Francisco Martín Pinzón.
Fue nombrado gobernador: 

Conviene a saber: en remuneración de los seruicios e gastos e los daños que se vos recrecieron en el dicho viaje, vos el dicho Bicente Yáñes, quanto nuestra merced e voluntad fuere, seades nuestro Capitán e Governador de las dichas tierras de suso nonbradas, desde la dicha punta de Santa María de la Consolación seguyendo la costa fasta Rostro Fermoso, e de allí toda la costa que se corre al Norueste hasta el dicho río que vos possistes nonbre Santa María de la Mar Dulce, con las yslas questán a la boca del dicho río, que se nonbra Mariatanbalo; el qual dicho oficio e cargo de Capitán e Governador podades vsar e exercer e vsedes e exercedes por vos o por quien vuestro poder oviere, con todas las cosas anexas e concernientes al dicho cargo, segund que lo vsan e lo pueden e deven usar los otros nuestros capitanes e governadores de las semejantes yslas e tierra nuevamente descubiertas.

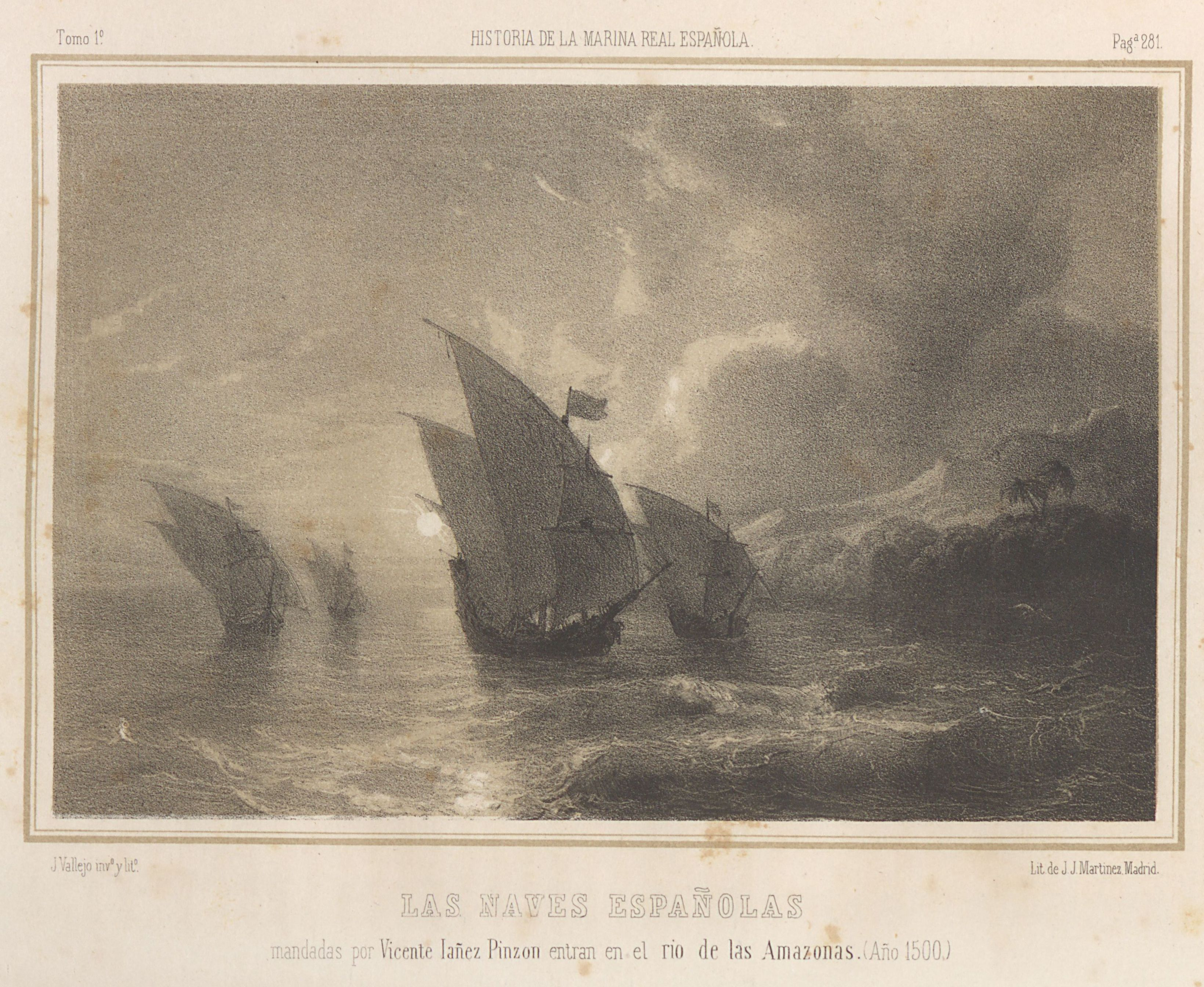
«Las naves españolas mandadas por Vicente Iañez Pinzon entran en el río de las Amazonas (año 1500)»

 El relato de este viaje aparece en varias crónicas. De ellas, las Décadas del Nuevo Mundo, escritas en 1501 por el milanés Pedro Mártir de Anglería, son las más cercanas en el tiempo y basadas en informes de testigos presenciales, entre ellos el propio Vicente Yáñez, pero, sobre todo, Diego de Lepe, el capitán palermo que hizo un viaje "gemelo" del de Pinzón, salió de Palos un mes y medio o dos meses después y siguió su rumbo hasta adelantarle en el río Amazonas. También es bastante interesante la versión del Gonzalo Fernández de Oviedo en su Historia general y natural de las Indias, pues "conoció y trató" a Pinzón que le proporcionó muchos de los datos que narra. En cuanto a las respectivas Crónicas del padre Bartolomé de las Casas y Antonio de Herrera, se basan la de fray Bartolomé en Anglería y la de Herrera en el dominico .
 
En su peculiar y florido lenguaje, Anglería informa de que, pasadas las Canarias y las islas de Cabo Verde, las naves de Vicente Yáñez tomaron rumbo sudoeste hasta perder de vista la Estrella Polar. Por primera vez, los marinos españoles pasaban el ecuador y se adentraban en el Hemisferio Sur. Contingencia grave, porque lógicamente no sabían guiarse por las estrellas del cielo austral.
Oviedo no relata el viaje. En cuanto a Las Casas, sigue sustancialmente a Anglería, aunque con más austeras expresiones, afirmando que "tomado el camino de las Canarias y de allí a las de Cabo Verde, y salido de la de Santiago, que es una dellas, a 13 días de enero de 1500 años, tomaron la vía del Austro y después al Levante, y andadas, según dijeron, 700 leguas, perdieron el Norte y pasaron la línea equinoccial. Pasados della, tuvieron una terribilísima tormenta que pensaron perecer; anduvieron por aquella vía del Oriente o Levante otras 240 leguas". Herrera dice lo mismo, pero hace constar, cuando narra el paso de la línea equinoccial, que Vicente Yáñez fue «el primer súbdito de la Corona de Castilla y de León que la atravesó». Por fin, nos dice Anglería: 

(...) el 26 de enero vieron tierra desde lejos, y observando la turbiedad del agua del mar, echaron la sonda y hallaron una profundidad de 16 codos, que vulgarmente llaman brazadas. Acercáronse y desembarcaron y, habiendo permanecido allí dos días, pues no encontraron en ese tiempo hombre alguno por más que vieron huellas suyas en la playa, grabaron en los árboles y rocas próximas al litoral los nombres de los Reyes y los propios, con noticia de su llegada, y se marcharon.
Pedro Mártir de Anglería (Décadas del Nuevo Mundo, 1501)

Nada más. Asombrosa la parquedad de palabras del exuberante Pedro Mártir, sobre todo comparada con la anterior parrafada y con lo que del mismo hecho dice Las Casas cuando afirma que el "26 de enero vieron tierra bien lejos; ésta fue el cabo que agora se llama de Sant Agustín, y los portugueses la Tierra del Brasil: púsole Vicente Yáñez entonces por nombre cabo de Consolación".
El fraile sevillano insertó en su obra dos afirmaciones muy importantes: primero, que el cabo al que llegó Pinzón y bautizó como Consolación era el cabo conocido como San Agustín. Segundo, que Vicente Yáñez tomó posesión de la tierra. Fray Bartolomé sigue el relato del milanés, pero no duda en completarlo con las informaciones y convicciones que ha ido recopilando en el transcurrir de los años. Para él no existía la menor duda: el cabo de Santa María de la Consolación era el de San Agustín, primera tierra descubierta en el Brasil por Vicente Yáñez Pinzón, que tomó posesión de ella. Ante la actitud hostil de los indígenas, deciden izar las velas y seguir navegando hasta que llegaron a: 

(...) otro río, pero no con suficiente profundidad para ser recorrido con las carabelas por lo cual enviaron a tierra para reconocerla cuatro esquifes de servicio con hombres armados. Estos vieron sobre una eminencia próxima a la costa una multitud de indígenas, a quienes, enviando delante un soldado de infantería invitaron a tratar. Pareció que ellos intentaban apoderarse y llevarse consigo a nuestro hombre, pues así como éste les había arrojado para atraerlos un cascabel, ellos, desde lejos, hicieron otro tanto con un palito dorado de un codo; y al inclinarse el español para cogerlo, rodeáronlo rápidamente con ánimo de apresarlo; pero nuestro infante, protegiéndose con el escudo y la espada de que estaba armado, se defendió hasta que sus compañeros lo ayudaron con los botes.

El triste resultado de este primer enfrentamiento cruento fueron, según todos los cronistas, ocho españoles muertos y más de una docena de heridos, siendo entre los indígenas bastante más numerosas las bajas. Los cronistas coinciden en la narración, con la matización de Oviedo, quien dice que fue una «pieza de oro labrada» lo que usaron los indios como cebo.
De este episodio deducen algunos autores, aventuradamente, que los indígenas conocían la ambición de oro de los cristianos. En primer lugar, el «palito de oro» que, poco a poco, de cronista en cronista, pasó a ser «pieza de oro labrada» no fue recuperado, por lo que nunca sabremos si de verdad era oro o no. Sin embargo, este hecho, así como una cruz encontrada por la expedición de Diego de Lepe, y que según el profesor Juan Manzano no les hubiera sorprendido tanto, ni Juan de la Cosa la hubiera reseñado en su famoso mapa, si hubieran creído que la habían colocado allí los hombres de Yáñez, son los endebles argumentos con los que este autor pone en duda que el verdadero descubridor del Brasil fuera Pinzón, y atribuya, sin más, dicho mérito a la expedición del portugués Duarte Pacheco en 1498, que nadie sabe exactamente a dónde fue, porque las circunstancias políticas aconsejaron mantenerla en secreto.
Una hipótesis con la que, según el historiador Julio Izquierdo Labrado, no podemos estar de acuerdo por ser demasiado aventurada y gratuita, no solo porque los argumentos, repetimos, son muy endebles, sino porque el secreto y el descubrimiento no son conceptos que se lleven bien. Descubrir no es solo llegar, es tomar posesión, grabar nombres, dejar constancia de que se ha llegado, hacer que un escribano levante acta del acontecimiento, saber con mayor o menor exactitud a dónde se ha llegado, medir, cartografiar y, sobre todo, informar a reyes, cosmógrafos, cronistas, marinos, por citar algunos oficios, y público en general, de tal manera que las tierras a las que se ha llegado se incorporen al general conocimiento de la cultura, de la civilización que envía esa expedición. Eso es descubrir. Y eso no sucedió a partir de la llegada, si es que llegó, de Duarte Pacheco a la costa brasileña, sino de Vicente Yáñez Pinzón, único marino que merece el título de descubridor del Brasil. Título que, por cierto, no le escatimaron ni discutieron, como veremos, sus contemporáneos, ni españoles, ni portugueses.
Tampoco nadie le disputó el título de descubridor y primer explorador del río Amazonas, lugar donde tuvo lugar el enfrentamiento relatado, en la boca del Pará, y del que se marcharon entristecidos a causa de los muertos, hasta llegar a lo que creyeron otro río que se encontraba a 40 leguas. En realidad, como ya afirma Oviedo en su crónica, se trataba de la otra orilla, la otra boca del inmenso Amazonas. Asombrados comprueban que el agua dulce se introduce 40 leguas en la mar, y renuevan toda el agua de sus vasijas. Decididos a investigar el secreto de un río tan poderoso, se dirigen hacia él y, según Anglería: 

descubrieron que desde unos grandes montes se precipitaban con gran ímpetu ríos de rápidas corrientes. Dicen que dentro de aquel piélago hay numerosas islas feraces por la riqueza de su suelo y llenas de pueblos. Cuentan que los indígenas de esta región son pacíficos y sociables, pero poco útiles para los nuestros, ya que no consiguieron de ellos ningún provecho apetecible, como oro o piedras preciosas; en vista de ello, se llevaron de allí 30 cautivos. Los indígenas llaman a dicha región Mariatambal; empero, la situada al oriente del río se dice Camamoro, y la occidental Paricora. Los indígenas indicaban que en el interior de aquella costa existía cantidad no despreciable de oro.
Pedro Mártir de Anglería (Décadas del Nuevo Mundo, 1501)

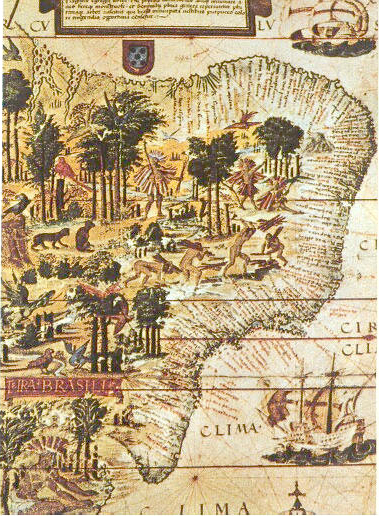
Antiguo mapa del Brasil.

Oviedo afirma categóricamente que fue Vicente Yáñez Pinzón «el primero cristiano y español que dio noticia deste grand río», al que ya denomina Marañón, nombre que también utiliza Las Casas, aunque afirma no saber quién y por qué lo bautizaron así. Además el dominico añade la sorpresa que les produjo el fenómeno del macareo, «pues estando en el río con el gran ímpetu y fuerza del agua dulce y la de la mar que le resistía, hacían un terrible ruido y levantaba los navíos cuatro estados en alto, donde no padecieron chico peligro».
Entretenidos en esta exploración del Amazonas, fueron sobrepasados por la expedición de Diego de Lepe, que les venía siguiendo desde Palos. Así pues, en el Amazonas concluyeron los descubrimientos, estrictamente hablando, de Pinzón por tierras brasileñas. Desde allí, nos dice Anglería, que siguieron la costa con rumbo «al occidente hacia Paria, en un espacio de 300 leguas, hasta la punta de tierra donde se pierde el polo ártico». Este punto es especialmente interesante y sobre él volveremos más adelante, al tratar sobre la polémica en torno a la situación del cabo de Santa María de la Consolación.
Anglería sigue informando sobre el viaje de Pinzón, su llegada al Marañón (el Orinoco, aunque Las Casas llame así al Amazonas). Desde allí continuaron hasta el  golfo de Paria (actual Venezuela), donde precisamente cargaron tres mil libras de palo brasil, uno de los pocos productos que reportaron beneficios en este viaje. Con viento noroeste navegan entre varias islas, muy fértiles pero poco pobladas por la crueldad de los caníbales. Desembarcan en varias de ellas, descubriendo la isla de Mayo, pero los indígenas huyen. Encuentran enormes árboles y, entre ellos, un asombroso animal marsupial.
Habían recorrido ya 600 leguas, y pasado ya por la isla La Española, cuando en el mes de julio sufrieron una terrible tempestad, que hizo naufragar dos de las cuatro carabelas que llevaban en los bajos de Babueca, y se llevó a otra, arrancándola con violencia de sus anclas y haciéndola perderse de vista. Estaban desesperados cuando, afortunadamente, al cesar la tempestad volvió la carabela que creían perdida, tripulada por 18 hombres. Afirma el cronista Pedro Mártir que «Con estas dos naves hicieron rumbo a España. Maltratados por las olas y habiendo perdido no pocos compañeros regresaron al suelo natal de Palos, junto a sus mujeres y a sus hijos, el 30 de septiembre».

## Nombramientos de caballero y gobernador
Este viaje, que fue el más largo e importante realizado en la época por sus resultados geográficos, fue en cambio un desastre económico. Pese a todo, los Reyes se mostraron muy interesados por la posesión de la inmensa costa descubierta por Pinzón, así que trataron de estimularle para que volviera a ella, por lo que el 5 de septiembre de 1501 firmaron con él una capitulación en la que, entre otras cosas, le nombran capitán y gobernador de «la dicha punta de Santa María de la Consolación y seguyendo la costa fasta Rostro Fermoso, e de allí toda la costa que se corre al Norueste hasta el dicho río que vos possisteis nonbre Santa María de la Mar Dulce, con las yslas questán a la boca del dicho río, que se nonbra Mariatanbalo». Y además le concedían la sexta parte de todos los productos que se obtuvieran de aquella tierra, siempre que volviera a ella «dentro de un año, que se cuente del día de la fecha desta capitulaçión e asiento».
Indudablemente, los Reyes Católicos demuestran que conceden mucha importancia a los descubrimientos de Pinzón y que confían en su valía para seguir prestándoles servicios. Por eso, para premiarle por lo que había conseguido, al mismo tiempo que lo animaban y ayudaban para seguir sirviéndoles, el viernes 8 de octubre de 1501 fue nombrado caballero por el rey Fernando el Católico en la torre de Comares de la Alhambra, el Palacio Real de Granada.
Todo fue inútil, Vicente Yáñez Pinzón no pudo o no quiso realizar este viaje. Generalmente se suele decir que la falta de recursos del capitán palermo le impidió realizarlo. Seguramente fue así. Sin embargo, Yáñez podía conseguir crédito cuando era necesario, aunque fuera a muy altos intereses. Por tanto, no conviene desechar la posibilidad de que ya en fecha tan temprana dudara, a raíz de los viajes portugueses a esas costas, de la soberanía de los reyes españoles sobre ella en razón del Tratado de Tordesillas y, por consiguiente, de su facultad para otorgarle a él su gobernación.
Juan Manzano y Manzano intenta demostrar que Pinzón volvió a esas tierras por él descubiertas en 1504, en un gran esfuerzo por aclarar la confusa narración de Anglería sobre el último viaje de Vicente Yáñez donde mezcla sus andanzas con Solís por el golfo de México con una vuelta a las tierras halladas en 1500, en un periplo absurdo y sin sentido. ¿Para qué había de volver Pinzón al Brasil? ¿Para verificar que los cálculos de los portugueses eran correctos e informar sobre ellos a los Reyes? Esto es posible, pero la capitulación de 1501 decía que Pinzón fuera a sus expensas, corriendo con unos gastos que su penosa situación económica hacían muy gravosos, y ese esfuerzo ¿para qué? ¿Para comprobar que ni él ni España tenían derechos sobre esta tierra? ¿Navegando con tanto secreto que ninguno de sus contemporáneos se enteró? ¿Arriesgando su vida y la de su tripulación más de lo normal por llevar solo una carabela? ¿Acaso no había anotado bien los datos en su primer viaje que tuvo que repetirlo, pasar por los mismos sitios de nuevo? Y cuando en 1513 prestó declaración, con tanta exactitud y honradez que delimitó perfectamente entre la costa que había descubierto de la que simplemente había "corrido", ya que admitía que su hallazgo correspondía a su paisano Diego de Lepe, ¿Por qué no se muestra tan concreto sobre su llegada al Cabo de San Agustín, sin la más mínima referencia a que hubiera estado allí en la segunda y no en la primera vez?
Demasiadas preguntas sin respuestas en este supuesto segundo viaje de Pinzón al Brasil, demasiadas interrogantes a partir de un relato confuso y desordenado de Anglería. La verdad es que las andanzas de Vicente Yáñez entre 1502 y 1504 aún no están aclaradas.

## Expedición a Centroamérica
Sí quedó constatada su presencia en América durante esos años, probablemente para cumplir con sus obligaciones como Capitán General y Gobernador de Puerto Rico, la isla que había descubierto su hermano Martín Alonso Pinzón durante el segundo viaje de 1493. En cambio, desde la primavera de 1505 lo volvemos a encontrar en España, concretamente en la Junta de Navegantes de Toro, en la que, por una capitulación fechada el 24 de abril se le nombró capitán y corregidor de la isla de San Juan o Puerto Rico. También participó como experto convocado por la Corona en la Junta de Navegantes de Burgos de 1508 para retomar de nuevo el tema de la búsqueda de un paso hacia las islas de las Especias. En su último viaje a las Indias en 1508 el capitán Pinzón junto a Juan Díaz de Solís recorrieron las costas de Paria, Darién y Veragua, actuales de Venezuela, Colombia, Panamá, Costa Rica, Nicaragua, Honduras y Guatemala. Al no encontrar el paso buscado, rodean la península de Yucatán y se adentran en el golfo de México hasta los 23,5º de latitud Norte, protagonizando uno de los primeros contactos con la civilización azteca.
Al regreso de ese viaje, Vicente Yáñez se casa por segunda vez y se establece en Triana, testificando en 1513 en los Pleitos colombinos contra el Almirante con su acostumbrada moderación. En 1514 se le ordena acompañar a Pedrarias Dávila al Darién, pero Vicente Yáñez se encuentra enfermo y pide que se le excuse. Era el 14 de marzo de 1514, y este es el último documento en que se le menciona. Según su amigo, el cronista Gonzalo Fernández de Oviedo, Vicente Yáñez murió este mismo año, probablemente a fines de septiembre, con la misma discreción que vivió, sin que se sepa el lugar donde fue enterrado, seguramente en el cementerio de Triana.